# Джувара, Муса
Муса Джувара (англ. Musa Juwara; родился 26 декабря 2001) — гамбийский футболист, полузащитник клуба «Погонь» и сборной Гамбии.

## Клубная карьера
Джувара родился в Гамбии, но в 2016 году иммигрировал в Италию, приплыв в Сицилию на «резиновой лодке» с другими африканскими мигрантами. Прибыв в Италию, играл за молодёжную футбольную команду «Виртус Авильяно», где его заметили скауты клуба «Кьево» и оформили его переход в клуб. Итальянская федерация футбола наложило запрет на его переход из-за "нарушения правил трансферов молодых игроков из стран, не входящих в Европейский союз. Однако Джувара оспорил запрет и в итоге стал игроком «Кьево». 25 мая 2019 года Муса дебютировал в итальянской Серии А, выйдя на замену Мануэлю Пуччарелли в матче против «Фрозиноне».
8 июля 2019 года Джувара подписал контракт с «Болоньей».